# Third Division 1988-1989
La Third Division 1988-1989 è stato il 62º campionato inglese di calcio di terza divisione.

## Stagione

### Formula
La Football League modificò la formula dei play off, che a partire da questa stagione, coinvolsero soltanto squadre dello stesso campionato. Per quanto riguarda la Third Division, erano ammessi i club classificati dal 3º al 6ºposto, che si sarebbero incontrati tramite il seguente schema:
- Semifinali:
  - 4ª classificata - 5ª classificata
  - 3ª classificata - 6ª classificata

Doppio confronto con gare di andata e di ritorno, prima in casa per la squadra peggio piazzata in classifica. In caso di parità di gol nell'aggregato delle due sfide, veniva applicata la regola dei gol in trasferta nei tempi supplementari.
- Finale:
  - Vincente semifinale 1 - Vincente semifinale 2

Doppio confronto con gare di andata e di ritorno, prima in casa per la squadra peggio piazzata in classifica. In caso di parità di gol nell'aggregato delle due sfide, veniva applicata la regola dei gol in trasferta nei tempi supplementari.

## Squadre partecipanti
| Squadra                 | Città                           | Stadio              | Stagione precedente                      |
| ----------------------- | ------------------------------- | ------------------- | ---------------------------------------- |
| Aldershot               | Aldershot                       | Recreation Ground   | 20º posto in Third Division              |
| Blackpool               | Blackpool                       | Bloomfield Road     | 10º posto in Third Division              |
| Bolton Wanderers        | Bolton                          | Burnden Park        | 3º posto in Fourth Division, promosso    |
| Brentford               | Londra (Hounslow)               | Griffin Park        | 12º posto in Third Division              |
| Bristol City            | Bristol                         | Ashton Gate         | 5º posto in Third Division               |
| Bristol Rovers          | Bristol                         | Twerton Park (Bath) | 8º posto in Third Division               |
| Bury                    | Bury                            | Gigg Lane           | 14º posto in Third Division              |
| Cardiff City            | Cardiff                         | Ninian Park         | 2º posto in Fourth Division, promosso    |
| Chester City            | Chester                         | Sealand Road        | 15º posto in Third Division              |
| Chesterfield            | Chesterfield                    | Saltergate          | 18º posto in Third Division              |
| Fulham                  | Londra (Hammersmith and Fulham) | Craven Cottage      | 9º posto in Third Division               |
| Gillingham              | Gillingham                      | Priestfield Stadium | 13º posto in Third Division              |
| Huddersfield Town       | Huddersfield                    | Leeds Road          | 23º posto in Second Division, retrocesso |
| Mansfield Town          | Mansfield                       | Field Mill          | 19º posto in Third Division              |
| Northampton Town        | Northampton                     | County Ground       | 6º posto in Third Division               |
| Notts County            | Nottingham                      | Meadow Lane         | 4º posto in Third Division               |
| Port Vale               | Stoke on Trent (Burslem)        | Vale Park           | 11º posto in Third Division              |
| Preston North End       | Preston                         | Deepdale            | 16º posto in Third Division              |
| Reading                 | Reading                         | Elm Park            | 22º posto in Second Division, retrocesso |
| Sheffield United        | Sheffield                       | Bramall Lane        | 21º posto in Second Division, retrocesso |
| Southend United         | Southend on Sea                 | Roots Hall          | 17º posto in Third Division              |
| Swansea City            | Swansea                         | Vetch Field         | 6º posto in Fourth Division, promosso    |
| Wigan Athletic          | Wigan                           | Springfield Park    | 7º posto in Third Division               |
| Wolverhampton Wanderers | Wolverhampton                   | Molineux Stadium    | 1º posto in Fourth Division, promosso    |

## Classifica finale
|  | Pos. | Squadra           | Pt | G  | V  | N  | P  | GF | GS | DR  |
|  | ---- | ----------------- | -- | -- | -- | -- | -- | -- | -- | --- |
|  | 1    | Wolverhampton     | 92 | 46 | 26 | 14 | 6  | 96 | 49 | +47 |
|  | 2    | Sheffield Utd     | 84 | 46 | 25 | 9  | 12 | 93 | 54 | +39 |
|  | 3    | Port Vale         | 84 | 46 | 24 | 12 | 10 | 78 | 48 | +30 |
|  | 4    | Fulham            | 75 | 46 | 22 | 9  | 15 | 69 | 67 | +2  |
|  | 5    | Bristol Rovers    | 74 | 46 | 19 | 17 | 10 | 67 | 51 | +16 |
|  | 6    | Preston N.E.      | 72 | 46 | 19 | 15 | 12 | 79 | 60 | +19 |
|  | 7    | Brentford         | 68 | 46 | 18 | 14 | 14 | 66 | 61 | +5  |
|  | 8    | Chester City      | 68 | 46 | 19 | 11 | 16 | 64 | 61 | +3  |
|  | 9    | Notts County      | 67 | 46 | 18 | 13 | 15 | 64 | 54 | +10 |
|  | 10   | Bolton            | 64 | 46 | 16 | 16 | 14 | 58 | 54 | +4  |
|  | 11   | Bristol City      | 63 | 46 | 18 | 9  | 19 | 53 | 55 | –2  |
|  | 12   | Swansea City      | 61 | 46 | 15 | 16 | 15 | 51 | 53 | –2  |
|  | 13   | Bury              | 61 | 46 | 16 | 13 | 17 | 55 | 67 | –12 |
|  | 14   | Huddersfield Town | 60 | 46 | 17 | 9  | 20 | 63 | 73 | –10 |
|  | 15   | Mansfield Town    | 59 | 46 | 14 | 17 | 15 | 48 | 52 | –4  |
|  | 16   | Cardiff City      | 57 | 46 | 14 | 15 | 17 | 44 | 56 | –12 |
|  | 17   | Wigan             | 56 | 46 | 14 | 14 | 18 | 55 | 53 | +2  |
|  | 18   | Reading           | 56 | 46 | 15 | 11 | 20 | 68 | 72 | –4  |
|  | 19   | Blackpool         | 55 | 46 | 14 | 13 | 19 | 56 | 59 | –3  |
|  | 20   | Northampton Town  | 54 | 46 | 16 | 6  | 24 | 66 | 76 | –10 |
|  | 21   | Southend Utd      | 54 | 46 | 13 | 15 | 18 | 56 | 75 | –19 |
|  | 22   | Chesterfield      | 49 | 46 | 14 | 7  | 25 | 51 | 86 | –35 |
|  | 23   | Gillingham        | 40 | 46 | 12 | 4  | 30 | 47 | 81 | –34 |
|  | 24   | Aldershot         | 37 | 46 | 8  | 13 | 25 | 48 | 78 | –30 |

Legenda:
      Promosso in Second Division 1989-1990.
  Ammesso ai play-off.
      Retrocesso in Fourth Division 1989-1990.
Regolamento:
Tre punti a vittoria, uno a pareggio, zero a sconfitta.
In caso di arrivo di due o più squadre a pari punti, la graduatoria verrà stilata secondo i seguenti criteri:
- differenza reti
- maggior numero di gol segnati

Note:
Southend United retrocesso in Fourth Division per peggior differenza reti rispetto all'ex aequo Northampton Town.

## Spareggi

### Play-off

#### Tabellone
|  | Semifinali | Semifinali     | Semifinali | Semifinali | Semifinali |  |  | Finale | Finale         | Finale | Finale | Finale |  |
|  |            |                |            |            |            |  |  |        |                |        |        |        |  |
|  | 5°         | Bristol Rovers | 1          | 4          | 5          |  |  |        |                |        |        |        |  |
|  | 4°         | Fulham         | 1          | 0          | 0          |  |  | 5°     | Bristol Rovers | 1      | 0      | 1      |  |
|  | 6°         | Preston N.E.   | 1          | 1          | 2          |  |  | 3°     | Port Vale      | 1      | 1      | 2      |  |
|  | 3°         | Port Vale      | 1          | 3          | 4          |  |  |        |                |        |        |        |  |

#### Semifinali
|                | Risultati |                | Luogo e data                            |
| -------------- | --------- | -------------- | --------------------------------------- |
| Bristol Rovers | 1-0       | Fulham         | Bath, 21 maggio 1989                    |
| Fulham         | 0-4       | Bristol Rovers | Londra (Craven Cottage), 25 maggio 1989 |
|                |           |                |                                         |
| Preston N.E.   | 1-1       | Port Vale      | Preston, 22 maggio 1989                 |
| Port Vale      | 3-1       | Preston N.E.   | Stoke on Trent, 25 maggio 1989          |
|                |           |                |                                         |

#### Finali
|                | Risultati |                | Luogo e data                  |
| -------------- | --------- | -------------- | ----------------------------- |
| Bristol Rovers | 1-1       | Port Vale      | Bath, 31 maggio 1989          |
| Port Vale      | 1-0       | Bristol Rovers | Stoke on Trent, 3 giugno 1989 |
|                |           |                |                               |